# ガチャガチャファミリー えびるクン
『ガチャガチャファミリー えびるクン』は、麻宮騎亜による日本の漫画。『コミックGOTTA』（小学館）に連載されていた。

## 解説
1999年に人間界を滅ぼせなかったことで魔界から追放された悪魔の一家と、その周囲の人間たちが巻き込まれる騒動を描いたお色気ギャグ漫画。本作は元々は別の媒体に掲載される予定だったが、『コミックGOTTA』へ連載が決まったという経緯を持ち、その際お色気要素が増やされた。

## あらすじ
ごく普通の少年・早川翔太郎の家の隣の空き地だった場所に突如お化け屋敷のような不気味な家が建っていた。その家に引っ越してきた悪魔の一家だが、一家の主人が1999年に人間界を滅ぼせなかったために人間界へ追放されてしまい、故郷に帰るためにはエビルコイン1000枚分の悪事を働かなければならないとのことだった。しかし主人だけでなく、その息子であるえびるクンも根っからの悪人とは言いづらい性格で、ガチャデモンマシーンや魔獣（ビースト）といったギミックを駆使しても、悪事を働いてコインを貯めるのは困難なことであった。

## 登場人物

### えびる一家
えびるクン
本作の主人公である悪魔。様々な悪巧みをするが、父親譲りの優しい性格故になかなか実行に移せない。
魔子（まこ）
えびるの一番目の姉。姉妹の中では表情豊かだが、能力のコントロールが不十分。
若干レズっ気な面があり、麗奈やアリエルなどを籠絡させたことがある。
幽子（ゆうこ）
えびるの二番目の姉。悪人としての素質は備わっているが、企てる悪事はほとんどが小規模なもの。読書家。
妖子（ようこ）
えびるの三番目の姉。かなりの潔癖症で、よく風呂に入っている。
えびるパパ
えびるたちの父。本名はイーヴル・ストラト・ボーダル・Jr.（ジュニア）スペシャルダイバー・ゴロウ。
実は婿養子であり、恐妻家。気弱で心優しい性格が災いして、1999年に災禍を起こす任務をこなせず、悪魔王サタンによって人間界へ追放された。
えびるママ
えびるたちの母。美人だが気が強く、夫を尻に敷いている。ほとんど寝てばかりいる。
えびるグランマ
えびるたちの母方の祖母。孫のえびるを溺愛する一方、他の家族に対しては手厳しい。
人間界へ追放された一家を心配し、コインを大量に集めるべく、最強ビースト“メガ・デモ・ネード”を用いて地球を滅ぼす作戦を提案するが、えびるの懇願ですぐに取り止めた。
いごーる
執事。えびる一家の家事全般を担っている。
らんけん
庭師。フランケンシュタインそのものの容姿で、基本的には「フガ」としか喋らない。

### テンシ一家
テンシ
天界から人間界へ追放され、えびるに続いて、翔太郎の隣家に引っ越してきた天使。
天使とは思えぬ粗暴な性格で、口が悪い。善行をすることでもらえる「ヘヴンズ・コイン」を1000枚貯めることで天界へ帰れるが、性格が災いして中々うまくいかない。エンジェルリングを得物とする。
アリエル
テンシの姉。美人だが、弟と同じく天使とは思えない粗暴な性格の持ち主。
ガリエル・オエ・ヒール・キ・ダケルオ
テンシの父。大神ゼウスの命令によって、子供達共々人間界に追放された。

### 人間
早川 翔太郎（はやかわ しょうたろう）
えびる一家の隣に住む少年。波風小学校に通う児童で、好奇心旺盛な性格。えびるが人間界で初めてできた友達で、いつも騒動に巻き込まれる。
早川 麗奈（はやかわ れな）
翔太郎の姉。
一文字 紀香（いちもんじ のりか）
翔太郎のクラスの担任教師。大のコスプレマニアで、チャイナドレスやナース服などの様々なコスプレ姿で授業を行っている。
綾華（あやか）
翔太郎のクラスメイトであり、委員長。PTA会長の娘で、翔太郎が密かに憧れている美少女。
二葉 かおる（ふたば かおる）
翔太郎のクラスのガキ大将。本名で呼ばれることが嫌いで、「ボス」を自称する。乱暴な性格だが、素直な面も持ち合わせている。

## 用語
エビルコイン
悪魔が悪事を働くことで集めることができる銀色の硬貨。
ガチャデモンマシーン
えびる一家が所有するカプセルマシーン。エビルコインを入れてレバーを回すとビーストカードが出てくるが、どのカードが出るのかはわからない。
人間界の通貨でも使用可能だが、エビルコイン以外で出てきたビーストを召喚すると、凶暴化してしまう。
ビーストカード
ガチャデモンマシーンから出てくるカード。ヘル・ケータイにカードを差し込み、「魔獣召喚（ビーストディメンション）」によってビーストを召喚できる（カードの使用限度は3回）。
ヘル・ケータイ
えびる一家が所持する携帯電話型アイテム。
ヘヴンズ・コイン
天使が善行を働くことで集めることができる金色の硬貨。
エンジェルスロット
テンシ一家が所有するスロットマシン。ヘヴンズ・コインを入れ、様々な絵柄の組み合わせでメガピンズが出てくる。
メガピンズ
エンジェルスロットから出てくるピンズ。ウィング・ウォッチにセットすることで天界巨神（ヘヴン・ゴーレム）として召喚できる。
ウィング・ウォッチ
テンシが所持する腕時計型アイテム。

## 書誌情報
- 麻宮騎亜 『ガチャガチャファミリー えびるクン』 小学館〈GOTTA COMICS〉、全3巻
  1. 2010年12月発売 ISBN 4-09-158801-8
  2. 2001年6月発売 ISBN 4-09-158802-6
  3. 2001年7月発売 ISBN 4-09-158803-4